# Dutch Open 1983
Die Dutch Open 1983 im Badminton fanden Mitte Februar 1983 im Nationaal Badminton Centrum in Nieuwegein statt. Es war die 36. Auflage der Dutch Open.

## Sieger und Platzierte
| Disziplin    | Gold                           | Silber                         | Bronze                              |
| ------------ | ------------------------------ | ------------------------------ | ----------------------------------- |
| Herreneinzel | Morten Frost                   | Prakash Padukone               | Steve Baddeley                      |
| Herreneinzel | Morten Frost                   | Prakash Padukone               | Claus Andersen                      |
| Dameneinzel  | Sally Podger                   | Nettie Nielsen                 | Helen Troke                         |
| Dameneinzel  | Sally Podger                   | Nettie Nielsen                 | Lene Køppen                         |
| Herrendoppel | Steen Fladberg Jesper Helledie | Martin Dew Mike Tredgett       | Billy Gilliland Dan Travers         |
| Herrendoppel | Steen Fladberg Jesper Helledie | Martin Dew Mike Tredgett       | Jens Peter Nierhoff Steen Skovgaard |
| Damendoppel  | Gillian Gilks Gillian Clark    | Sally Podger Karen Chapman     | Anne Skovgaard Nettie Nielsen       |
| Damendoppel  | Gillian Gilks Gillian Clark    | Sally Podger Karen Chapman     | Dorte Kjær Pia Nielsen              |
| Mixed        | Martin Dew Gillian Gilks       | Steen Skovgaard Anne Skovgaard | Billy Gilliland Christine Heatly    |
| Mixed        | Martin Dew Gillian Gilks       | Steen Skovgaard Anne Skovgaard | Mike Tredgett Karen Chapman         |

## Finalergebnisse
| Disziplin    | Sieger                         | Finalist                       | Ergebnis     |
| ------------ | ------------------------------ | ------------------------------ | ------------ |
| Herreneinzel | Morten Frost                   | Prakash Padukone               | 15:11, 15:4  |
| Dameneinzel  | Sally Podger                   | Nettie Nielsen                 | 11:7, 11:3   |
| Herrendoppel | Steen Fladberg Jesper Helledie | Martin Dew Mike Tredgett       | 18:13, 15:10 |
| Damendoppel  | Gillian Gilks Gillian Clark    | Sally Podger Karen Chapman     | 15:8, 17:16  |
| Mixed        | Martin Dew Gillian Gilks       | Steen Skovgaard Anne Skovgaard | 15:10, 17:16 |